# ISO 50001
ISO 50001 (Energy management systems — Requirements with guidance for use) e международен стандарт, създаден от Международната организация по стандартизация за управление на енергосистеми, който определя изискванията за инсталиране, внедряване, поддръжка и подобряване на система за енергиен мениджмънт, чиято цел е да позволи на организацията да следва систематичен подход за постигане на последователно подобряване на енергийната система, включително енергийна ефективност, енергийна сигурност и консумация на енергия. През 2019 г. стандартът е утвърден като български национален стандарт БДС EN ISO 50001, в превод на български.
Стандартът ISO 50001 предоставя на всяка организация, независимо от нейния размер, териториално или географско местоположение, цялостна стратегия за действие в управленските и технически области с цел подобряване на ефективността на енергийната система на организацията.
Стандартът има висока степен на съвместимост с ISO 9001 и ISO 14001.

## Разработката
Основните предшественици на стандарта ISO 50001 са американският стандарт ANSI/MSE 2000:2008, корейският стандарт KS A 4000:2007 и стандартите на редица европейски страни в областта на енергийния мениджмънт (на базата на които е създаден европейският стандарт EN 16001). Приемането на стандарта ISO 50001 е предшествано от щателна работа за анализиране на съществуващия опит и вземане на балансирани решения. По време на обсъждането на концепциите за национални стандарти за енергиен мениджмънт е дадено предимство на американския модел, който отразява натрупания опит на други страни.
Основни етапи на разработване на стандарта:
- Пролет 2008 г. – Съединените щати инициират създаването на Техническия комитет ISO/TC 242 „Енергиен мениджмънт“, чийто секретариат е ръководен от Американския национален институт за стандарти (ANSI) и Бразилската асоциация по технически стандарти (ABNT).
- Септември 2008 г. – 1-ва пленарна среща във Вашингтон: делегати от 25 страни, както и представители на Организацията на ООН за индустриално развитие (UNIDO), представят първия работен проект (WD1).
- Март 2009 г. – 2-ра пленарна среща в Рио де Жанейро: 73 делегати от 19 страни, на 21 страници от текста на 2-рия работен проект (WD2) обемът на предложените изменения възлиза на над 150 страници.
- Ноември 2009 г. – 3-та пленарна среща в Лондон: рекорден брой коментари – 754. От тях около 200 са редакционни, 150 са общи, повече от 400 са технически коментари.
- Октомври 2010 г. – 4-та пленарна среща в Пекин: От повече от 40 държави, участвали в гласуването, 5 европейски държави (Франция, Обединеното кралство, Германия, Италия и Испания) гласуват „против“ представения проект на ISO/DIS 50001, което забавя работата по текста.
- Март до май 2011 г. – окончателно гласуване на окончателния проект на ISO/FDIS 50001: няма гласове против и само 2 държави се въздържат.[3]
- Стандартът ISO 50001 е публикуван на 15 июни 2011 г.[4]

Второто издание на стандарта – новата редакция ISO 50001:2018 – отменя и заменя първото издание (ISO 50001:2011).